# Ciro Fabio Di Corcia
Ciro Fabio Di Corcia (ur. 4 lipca 1976 w Foggia) – włoski bokser, brązowy medalista mistrzostw świata w Belfaście (2001).
W 2000 roku startował na igrzyskach olimpijskich w Sydney, lecz odpadł już w 1 walce, przegrywając z późniejszym srebrnym medalistą tych igrzysk Marianem Simionem.
W 2001 roku zdobył brązowy medal podczas mistrzostw świata w Belfaście.